# Villa Forteguerri
Villa Forteguerri è una dimora storica monumentale di Pistoia, situata lungo la via Lucchese (antica via Cassia) in località Spazzavento, poco distante dal confine comunale con Serravalle Pistoiese.

## Storia e descrizione
La villa si presenta in posizione dominante su un piccolo promontorio a lato della strada, circondata da prato recintato da un semplice muretto e con alle spalle un boschetto, che enfatizzano la sua presenza scenografica, percepibile anche dalla vicina Autostrada A11 e dalla linea ferroviaria Firenze-Lucca.
Fu costruita per Carlo Bernardo Forteguerri nel 1679, e ancora oggi appartiene agli eredi privati dell'illustre famiglia pistoiese. La struttura architettonica è pressoché cubica, senza cortile centrale, nobilitata da quattro torri d'angolo (su modello di ville medicee quali l'Ambrogiana). Il piano nobile si trova rialzato a mezza altezza sopra le cantine, e vi si accede da una scalinata a doppia rampa in facciata. Sopra il portale centrale centinato si vede uno stemma Forteguerri (partito d'oro e di vaio). Davanti alla facciata si trova una fontana con grande vasca ottagonale. Seminascosti da tigli e cipressi, si trovano sul retro una cappella gentilizia e alcuni edifici di servizio.  
Qui sono state girate alcune scene del film di Paolo Virzì La pazza gioia (uscito nel 2016).